# 1039 w polityce
Wydarzenia polityczne w 1039 roku.

## Wydarzenia
- Brzetysław I wywozi do Pragi relikwie św. Wojciecha[1].
- Powrót Kazimierza Odnowiciela do kraju z 500 rycerzami zwerbowanymi w Niemczech; sojusz z Henrykiem III i Jarosławem Mądrym[2].
- Henryk III królem Niemiec[3].